# Zlatko Komadina
Zlatko Komadina (ur. 24 października 1958 w Lublanie) – chorwacki polityk, inżynier i samorządowiec, wiceprzewodniczący Socjaldemokratycznej Partii Chorwacji, parlamentarzysta, żupan, w latach 2011–2012 minister spraw morskich, transportu i infrastruktury.

## Życiorys
Z wykształcenia inżynier, specjalista w zakresie termoenergetyki. Studia ukończył na Uniwersytecie w Rijece. Pracował w przemyśle okrętowym, prowadził też własną działalność gospodarczą, był dyrektorem przedsiębiorstw Conkom i KD Energo.
W 1990 dołączył do założonej w tym samym roku Socjaldemokratycznej Partii Chorwacji. W 2000 stanął na czele tego ugrupowania w żupanii primorsko-gorskiej, a w 2004 został wiceprzewodniczącym krajowych struktur socjaldemokratów. W 1990 wybrany do zgromadzenia miejskiego w Rijece, w samorządzie miejskim zasiadał do 1997. Następnie przez rok był radnym żupanii. W latach 1997–2001 posłował do ówcześnie istniejącej wyższej izby chorwackiego parlamentu. W latach 2001–2011 był żupanem żupanii primorsko-gorskiej. W 2007 i 2011 uzyskiwał mandat deputowanego do Zgromadzenia Chorwackiego, który z uwagi na niepołączalność funkcji faktycznie wykonywał tylko w latach 2012–2013.
W grudniu 2011 został ministrem spraw morskich, transportu i infrastruktury w rządzie Zorana Milanovicia. Ustąpił z tego stanowiska już w kwietniu 2012, motywując to względami zdrowotnymi. W 2013 powrócił na stanowisko żupana (reelekcja w 2017 i 2021). Zakończył urzędowanie w 2025, nie ubiegał się w tymże roku o ponowny wybór.
W 2020 ponownie wybrany na deputowanego do chorwackiego parlamentu (zawiesił wykonywanie mandatu, pozostając na funkcji żupana). W tym samym roku czasowo wykonywał obowiązki przewodniczącego socjaldemokratów, gdy po słabym wyniku wyborczym skupionej wokół SDP koalicji z kierowania partią zrezygnował Davor Bernardić. W 2024 utrzymał mandat poselski na kolejną kadencję (ponownie zawieszając jego wykonywanie).